# Влчек, Андре
Андре Влчек (André Vltchek; 29 декабря 1963 г., Ленинград — 22 сентября 2020 г., Стамбул) — американский политолог, журналист и кинорежиссёр советского происхождения. Писатель и путешественник.
Писал для Der Spiegel, Asahi Shimbun, The Guardian.
Вырос в Чехословакии.
Вспоминал, что начал писать уже в шесть лет.
После многих лет проживания в Латинской Америке и Океании, жил и работал в Азии и Африке.
Называл себя коммунистом.
Выступал на радио Комсомольская правда в одном из выпусков цикла передач "Маркс жив" с названием "Империализм и империи: наше прошлое? Настоящее? Будущее?"
Обстоятельства смерти: вместе с супругой и другими лицами Влчек приехал на машине в Стамбул из провинции Самсун, в дороге уснул, а когда автомобиль подъехал к гостинице, супруга не смогла его разбудить, врачи вызванной скорой констатировали смерть (причиной называется тромбоэмболия лёгочной артерии).
Супруга — Rossie Indira.
Автор ряда книг. Цитировался Фиделем Кастро.